# آزو
آزو یک منطقهٔ مسکونی در افغانستان است که در ولایت فراه واقع شده‌است. آزو ۱٬۲۸۸ متر بالاتر از سطح دریا واقع شده‌است.